# Каменка (Тернопольская область)
Каменка (укр. Кам'янка) — село в Микулинецкой поселковой общине Тернопольском районе Тернопольской области Украины.
До 2020 года входило в Теребовлянский район.
Население по переписи 2001 года составляло 186 человек. Занимает площадь 0.931 км². Почтовый индекс — 48146. Телефонный код — 3551.